# Chrysoplatycerus ixion
Chrysoplatycerus ixion är en stekelart som beskrevs av John S. Noyes 2000. Chrysoplatycerus ixion ingår i släktet Chrysoplatycerus och familjen sköldlussteklar.
Artens utbredningsområde är Costa Rica. Inga underarter finns listade i Catalogue of Life.